# Орлово (Холмогорский район)
Орлово — деревня в Холмогорском районе Архангельской области.

## География
Находится в центральной части Архангельской области на расстоянии приблизительно 31 км на юг-юго-восток по прямой от села Емецк на левобережье реки Северная Двина.

## История
Деревня основана в 1934 году как спецпоселок для высланных так называемых «кулаков». До 2015 года входила в Зачачьевское сельское поселение, с 2015 по 2022 в Емецкое сельское поселение до его упразднения.

## Население
Численность населения: 12 человек (русские 67 %, украинцы 33 %) в 2002 году, 0 в 2019.